# フランツ＝ヨーゼフ・ベーレンブロク
フランツ＝ヨーゼフ・ベーレンブロク（Franz-Josef Beerenbrock、1920年4月9日 - 2004年12月13日）はドイツ空軍の軍人。第二次世界大戦では約400回の出撃で117機を撃墜したエース・パイロットであり、その戦功から柏葉付騎士鉄十字章を授与された。

## 経歴
1920年4月9日、ヴァイマル共和国プロイセン自由州ノルトライン＝ヴェストファーレン州レックリングハウゼン郡ダッテルンで生まれた。1938年10月1日、高射砲部隊に入隊し、1939年にパイロット訓練を受けた。1941年3月、第51戦闘飛行隊（JG 51）第12飛行中隊に転属。6月24日にはSBを2機撃墜し初戦果を記録している。1942年8月1日、カール＝ゴットフリート・ノルトマンの僚機として9機を撃墜し、ドイツ空軍のパイロットで15人目となる100機撃墜を達成。JG 51では当時最多の撃墜数だった。8月3日、柏葉付騎士鉄十字章を授与され、少尉に昇進。11月、JG 51第10飛行中隊の中隊長となった。
11月9日、数で優勢なソ連の戦闘機パイロットと戦闘になり、3機を撃墜したが搭乗するメッサーシュミット Bf109 F-2のラジエーターに被弾した。ソ連の領土に墜落し、ベーレンブロクは捕虜になった。
大戦終結後の1949年12月中旬に西ドイツに帰国。1955年1月1日、ドイツ連邦軍の士官としてドイツ空軍に入隊した。
ベーレンブロクは第二次世界大戦で出撃回数約400回、総撃墜数117機を記録した。そのすべてが東部戦線で記録したもので、少なくとも12機はIl-2である。
2004年12月13日、ノルトライン＝ヴェストファーレン州ミュンスター行政管区コースフェルト郡オルフェンで亡くなった。満84歳没（享年85）。

## 叙勲
- 鉄十字勲章1939年章
  - 2級（1941年7月3日）[2]
  - 1級（1941年7月18日）[3]
- ドイツ十字章金章（1942年6月17日）：第51戦闘航空団第IV飛行隊の軍曹として
- 騎士鉄十字章
  - 騎士鉄十字章（1941年12月21日）：第51戦闘航空団第10飛行中隊のパイロット及び伍長として[4]
  - 柏葉 第108号（1942年8月3日） ：第51戦闘航空団第10飛行中隊のパイロット及び上級軍曹として[4]

## 参照